# Egipt na Letnich Igrzyskach Olimpijskich 1928
Egipt na Letnich Igrzyskach Olimpijskich 1928 reprezentowało 32 sportowców (tylko mężczyzn) w pięciu dyscyplinach. Był to czwarty występ tego kraju na igrzyskach olimpijskich.
Na tych igrzyskach Egipcjanie zdobyli swoje pierwsze medale. Sztangista As-Sajjid Nusajr i zapaśnik Ibrahim Mustafa zdobyli pierwsze złote medale dla Egiptu, zaś skoczek do wody Farid Simajka jako pierwszy Egipcjanin zdobył dwa olimpijskie medale (srebrny i brązowy).

## Zdobyte medale
| Medal  | Zawodnik         | Dyscyplina sportowa  | Konkurencja                    |
| ------ | ---------------- | -------------------- | ------------------------------ |
| Złoto  | As-Sajjid Nusajr | Podnoszenie ciężarów | waga lekkociężka               |
| Złoto  | Ibrahim Mustafa  | Zapasy               | styl klasyczny, waga półciężka |
| Srebro | Farid Simajka    | Skoki do wody        | trampolina                     |
| Brąz   | Farid Simajka    | Skoki do wody        | wieża                          |

## Wyniki

### Piłka nożna
- Abd al-Halim Hasan, Abd al-Hamid Hamdi, Ahmad Salam, Ahmad Sulajman, Ali al-Hasani, Ali Rijad, Dżamil az-Zubajr, Dżabir as-Suri, Muhammad Izz ad-Din Dżamal, Musa al-Azm, Muhammad Ali Rustam, Muhammad Szumajs, Sajjid Abaza, Isma’il as-Sajjid Muhammad Huda, Mahmoud Mokhtar El-Tetsh – 4. miejsce

### Podnoszenie ciężarów
- Hussein Moukhtar – waga średnia (7. miejsce)
- As-Sajjid Nusajr – waga lekkociężka (1. miejsce)

### Skoki do wody
- Abdel Moneim Mokhtar – wieża (odpadł w eliminacjach)
- Farid Simajka
  - trampolina – 2. miejsce
  - wieża – 3. miejsce

### Szermierka
- Mahmoud Abdin – floret indywidualnie (odpadł w eliminacjach)
- Elie Adda – szpada indywidualnie (odpadł w eliminacjach)
- Salvator Cicurel – szpada indywidualnie (7.T miejsce)
- Mohamed Charaoui – szabla indywidualnie (odpadł w fazie półfinałowej)
- Joseph Misrahi – floret indywidualnie (odpadł w eliminacjach)
- Hassan Niazi – szabla indywidualnie (odpadł w eliminacjach)
- Saul Moyal
  - floret indywidualnie (odpadł w fazie półfinałowej)
  - szpada indywidualnie (10. miejsce)
- Joseph Misrahi, Abu Bakr Ratib, Mahmoud Abdin, Saul Moyal, Salvator Cicurel – floret drużynowo (odpadli w eliminacjach)
- Elie Adda, Joseph Misrahi, Mohamed Charaoui, Saul Moyal, Salvator Cicurel – szpada drużynowo (odpadli w fazie ćwierćfinałowej)

### Zapasy
Styl klasyczny
- Ibrahim Kamil – waga kogucia (14T. miejsce)
- Ali Kamil – waga piórkowa (9T. miejsce)
- Ibrahim Mustafa – waga półciężka (1. miejsce)
- Ibrahim Subh – waga ciężka (11T. miejsce)